# Linia kolejowa Zasulauks – Bolderāja
Linia kolejowa Zasulauks – Bolderāja – towarowa linia kolejowa na Łotwie łącząca stację Zasulauks ze ślepą stacją Bolderāja. Obsługuje zachodnią cześć Wolnego Portu Ryga.
Linia na całej długości jest niezelektryfikowana i jednotorowa. W całości znajduje się w Rydze.

## Historia
Linia powstała w XIX w. łącząc Rygę z nadmorskim portem Bolderāja. Linia początkowo leżała w Imperium Rosyjskim, w latach 1918 - 1940 położona była na Łotwie, następnie w Związku Sowieckim (1940 - 1991). Od 1991 ponownie znajduje się w granicach niepodległej Łotwy.
Do 1959 prowadzony był na niej również ruch pasażerski.
W 2015 w ramach przenoszenia ryskiego portu z centrum w stronę morza, zbudowano stację Bolderāja 2, a w 2018 stację i terminal Krievu Sala.
W 2019 minister transportu Łotwy Tālis Linkaits podjął rozmowy w celu przywrócenia na linii ruchu pasażerskiego. Zaletą połączenia ma być 10-minutowy czas przejazdu z Rygi Pasażerskiej do Bolderāji, co znacznie skróci czas dostania się do centrum miasta z jego północnych dzielnic, który dla komunikacji autobusowej wynosi 20-40 min. W planach jest budowa infrastruktury dla obsługi podróżnych na stacji Bolderāja oraz na nowym przystanku przy przejeździe na ulicy Slokas. Początkowo uruchomienie składów pasażerskich do Bolderāji planowano na rok 2022, jednak później przesunięto termin na koniec 2023. Koszt inwestycji przekracza już 1 milion Euro i aktualnie przewidywane zakończenie prac to rok 2024. 